# James Hall (Geologe)
Sir James Hall, 4. Baronet (* 17. Januar 1761 in Dunglass, Schottland; † 23. Juni 1832 in Edinburgh, Schottland), war ein schottisch-britischer Geologe und Politiker.

## Leben
Er war der Sohn von Sir John Hall, 3. Baronet, und Magdalen Pringle, Tochter des Sir Robert Pringle, 3. Baronet. 1776 erbte er beim Tod seines Vaters den erblichen Adelstitel Baronet, of Dunglass in the County of Haddington.
Er studierte an der Universität Cambridge und der Universität Edinburgh. Er begründete die Experimentalgeologie, indem er künstlich im Labor verschiedene Gesteinstypen herstellte. Er war ein Mitarbeiter von James Hutton und wie dieser Anhänger des Plutonismus.
Er reiste intensiv in Europa umher, um geologische Formationen der Alpen und des Ätnas zu untersuchen. Er bemerkte die Ähnlichkeit von Lavaflüssen in Italien zu denen in Schottland.
Von 1807 bis 1812 war er für den Wahlbezirk Mitchell Abgeordneter im britischen House of Commons. Von 1812 bis 1820 war er Präsident der Royal Society von Edinburgh.
1786 hatte er Lady Helen Hamilton Douglas, Tochter des Dunbar Douglas, 4. Earl of Selkirk, geheiratet. Mit ihr hatte er drei Töchter und drei Söhne, darunter sein Titelerbe Sir John Hall, 5. Baronet (1787–1860) und Basil Hall, ein bekannter Reisender und Schriftsteller. Der Mediziner und Präsident der Royal Society Sir John Pringle, 1. Baronet (of Pall Mall) war sein Großonkel.
Er ist nicht mit dem US-amerikanischen Geologen James Hall zu verwechseln.